# 蔵内数太
蔵内 数太（くらうち かずた、1896年8月1日 - 1988年7月6日）は、日本の社会学者。

## 来歴
岡山県後月郡西江原村（現井原市西江原町）出身。興譲館中学校、第六高等学校を経て、1920年東京帝国大学文科大学哲学科社会学専修卒。文部省嘱託を経て、1935年九州帝国大学教授、1947年「分科社会学」で東京大学文学博士。1948年大阪大学教授、1960年定年退官、名誉教授、関西学院大学教授、1967年追手門学院大学教授。教育社会学から出発して、後に社会学理論の研究に進み、日本思想や東洋思想をふまえた独自の理論体系を構築した。

## 著書
- 『文化社会学 日本の社会と文化』培風館 1943
- 『文化と教育 社会学的研究』丁子屋書店 1948
- 『社会学概論』培風館 1953
- 『社会学』培風館 1962
- 『蔵内数太著作集』全5巻 関西学院大学生活協同組合出版会 1976‐84

### 記念論集
- 『社会学における理論と実証 蔵内博士退官頌寿記念論文集』培風館 1963

## 参考
- 蔵内数太教授略歴および主要著作 関西学院大学社会学部紀要 1967-12
- 『蔵内数太』 - コトバンク

| スタブアイコン | サブスタブ | この項目は、まだ閲覧者の調べものの参照としては役立たない、人物に関連した書きかけの項目です。この項目を加筆・訂正などしてくださる協力者を求めています（P:人物伝/PJ:人物伝）。 |